# Global Area Network
Unter einem Global Area Network (GAN) versteht man ein Netz, das über unbegrenzte geographische Entfernungen mehrere Wide Area Networks verbinden kann. Dies kann zum Beispiel die Vernetzung weltweiter Standorte eines internationalen Unternehmens sein. Oft wird bei einem GAN Satellitenkommunikation oder Seekabel mit Glasfaserverbindungen eingesetzt.
Der Begriff GAN wird im Vergleich zu Local Area Network (LAN) und Wide Area Network (WAN) eher selten verwendet. GAN ist nicht die direkte Bezeichnung für das Internet, da es theoretisch mehrere GANs abgeschottet und unabhängig geben kann, das Internet jedoch eine globale Vernetzung ohne (maßgebliche) Unterteilungen ist. So ist das Internet ein GAN, aber nicht jedes GAN wird Internet genannt.
Als GAN wird außerdem die vom Telekommunikationsunternehmen Inmarsat betriebene Infrastruktur Inmarsat-M4, sowie Inmarsat-BGAN (Broadband Global Area Network) genannt, die jedoch außer dem gemeinsamen Namen wenig mit dem Global Area Network zu tun hat, da sie zwar IP-Daten übertragen kann, dies jedoch erst über eine höhere Schicht und nicht zwangsweise verwirklicht wird.